# 廣群芳譜
《廣群芳譜》，清康熙四十七年命內閣學士汪灝等撰成，凡100卷。

## 內容
《廣群芳譜》由明人王象晉《群芳譜》增刪而成，《廣群芳譜》分天時譜、榖譜、桑麻譜、蔬譜、茶譜、竹譜、花譜、果譜、木譜、卉譜、藥譜等十譜。篇幅長短不一。又花、卉、蔬雖分三譜，但花中有卉，卉中有花，卉中有蔬，每譜先釋花名，再引徵事實，並詠以歷代詩文，如《詩經》、《爾雅》、《淮南子》。《廣群芳譜》記有海帶、海藻等海中植物，也列有傳說中的生物，如《山海經》記載的三珠樹，是一部花卉百科全書。